# 安邦裸頰鯛
安邦裸頰鯛，又稱安邦龍占，為輻鰭魚綱鱸形目鱸亞目龍占魚科的其中一種，分布於太平洋區，從印尼、菲律賓至馬克薩斯群島，北起日本南部，南迄澳洲北部海域，本魚身體的顏色為黃色，散布著模糊的深色斑點，頭是棕色並具淺色條紋，嘴唇是紅色的，胸鰭腋是橙色的中心射線的基部為白色，外邊緣為黃色，腹鰭及臀鰭白色或微黃色，背鰭和尾鰭是斑駁的棕色或黃色，橙色或紅色的邊緣，背鰭硬棘10枚;背鰭軟條9枚;臀鰭硬棘3枚;臀鰭軟條8枚，體長可達70公分，棲息在珊瑚礁附近的海底質海域，屬肉食性，以魚類、甲殼類、軟體動物、海膽等為食，可作為食用魚。

## 擴展閱讀
1. ↑  Carpenter, K.E.; Lawrence, A. & Myers, R. . The IUCN Red List of Threatened Species. 2016: e.T16719839A16722370  [3 December 2023]. doi:10.2305/IUCN.UK.2016-3.RLTS.T16719839A16722370.en .

 維基物種上的相關：安邦裸頰鯛